# Компетенция (управление персоналом)
Компетенция (от лат. competere — соответствовать, подходить) — личностная способность специалиста (сотрудника) решать определённый класс профессиональных задач. Также под компетенцией понимают формально описанные требования к личностным, профессиональным и т. п. качествам сотрудников компании (или к какой-то группе сотрудников). В данном понимании компетенция используется при оценке персонала.
Совокупность видов компетенции; наличие знаний и опыта, необходимых для эффективной деятельности в заданной предметной области называют компетентностью (от англ. competence).

## Уровни компетенции
В зависимости от смыслового объема компетенции могут иметь уровни.
Компетенция без уровней — модель, охватывающая виды работ с простыми стандартами поведения. Она имеет один перечень индикаторов для всех видов компетенции. Здесь все поведенческие индикаторы неисключительно относятся ко всем функциональным ролям.
Компетенция по уровням — модель, описывающая широкий спектр работ с различными требованиями к их выполнению. Поведенческие индикаторы в рамках каждой компетенции представляют собой отдельные списки (уровни). Это позволяет под одним заголовком представлять несколько разных видов компетенции, обеспечивая удобство практического использования моделей компетентности при необходимости охвата широкого спектра функциональных ролей. Введение видов компетенции позволяет более адекватно оценивать персональную компетенцию, не усложняя структуру идеальных профилей компетентности.

## Виды компетенции
Различают следующие виды компетенции:
- учебно-познавательная компетенция — это совокупность умений и навыков познавательной деятельности. Владение механизмами целеполагания, планирования, анализа, рефлексии, самооценки успешности собственной деятельности. Владение приемами действий в нестандартных ситуациях, эвристическими методами решения проблем. Владение измерительными навыками, использование статистических и иных методов познания;
- информационная компетенция — это способность самостоятельно искать, анализировать, отбирать, обрабатывать и передавать необходимую информацию;
- коммуникативная компетенция — это владение навыками взаимодействия с окружающими людьми, умение работать в группе. Знакомство с различными социальными ролями.

## Компетенция в оценке персонала
Компетенция используется при оценке персонала компании. В этом случае совокупность видов компетенции представляет собой модель компетентности, описывающую качества, необходимые персоналу в данной компании, для того, чтобы быть успешными. Можно выделить корпоративную компетенцию (необходимую всем сотрудникам компании), управленческие качества и навыки (необходимые руководителям компании), а также специальную (специфическую) компетенцию, необходимую только какой-то определённой категории сотрудников (например, менеджерам по продажам).
Модель компетентности — совокупность компетенций (различные знания, умения, навыки и индивидуально-личностные характеристики), необходимых для успешного выполнения определенной работы в организации. Требование, которое к компетенциям предъявляется, — они должны быть описаны в форме индикаторов поведения.
На основе модели компетентности построен такой метод оценки как ассессмент-центр. Также в практике используются интервью по определению компетенции.